# Циолковский (АМС)
Проект «Циолковский» — проект советской автоматической межпланетной станции для изучения Солнца и околосолнечного пространства. Для приближения к короне Солнца предполагалось осуществить гравитационный манёвр вблизи Юпитера. В конце 1988 года в НПО им. Лавочкина вышел научно-технический отчёт по НИР 361-8604 «Корона» под названием «Выбор направлений исследования Солнца и околосолнечного пространства в 1990-х годах и определение проектного облика космического аппарата». Впоследствии для продвижения проекта ему было присвоено название «Циолковский». Проект не был реализован, его дальнейшее финансирование не производилось.

## Авторы проекта
- В. М. Ковтуненко — генеральный конструктор НПО им. Лавочкина.
- Р. С. Кремнев — зам. Генерального конструктора, руководитель комплекса, разрабатывавшего все КА научного назначения.
- Г. Н. Роговский — первый заместитель Кремнева. В его ведении были все проектные вопросы.
- О. В. Папков — начальник отдела баллистиков.
- Н. А. Морозов — ведущий конструктор по теме «Солнечный зонд».
- Б. Д. Яковлев — проектант.

## Краткие характеристики проекта
- Ресурс работы аппарата до 10 и более лет;
- Начальная масса космического аппарата от 900 кг до 2100 кг;
- Зонд с химическими источниками питания (для работы возле Солнца), отделяемый траекторный блок с изотопными источниками питания.